# Tetracloreto de diboro
Tetracloreto de diboro, também chamado tetraclorodiborina, é um composto químico reativo de fórmula química B
2Cl
4
. É um líquido incolor volátil que ferve a 65,5°C. É um forte agente redutor que sofre facilmente oxidação e hidrolisa prontamente em contato com a água.

## Síntese
A síntese moderna envolve a descloração do tricloreto de boro usando cobre metálico.
2BCl
3 + 2Cu —> B
2Cl
4 + 2CuCl
Também pode ser formado pelo procedimento de descarga elétrica de tricloreto de boro em baixas temperaturas e pressões, geralmente na presença de mercúrio metálico líquido.
2BCl
3 + 2Hg —> B
2Cl
4
 + Hg
2Cl
2

A técnica de síntese mais eficiente não utiliza nenhum metal desclorante, mas consiste na passagem de uma corrente alternada de radiofrequência através de tricloreto de boro gasoso.

## Reações
B
2Cl
4
 é um composto muito reativo e facilmente oxidável, podendo entrar em combustão em contato com o ar a temperaturas moderadas.
6B
2Cl
4 + 3O
2
 —> 2B
2O
3
 + 8BCl
3

Ele também sofre hidrólise violenta em água para produzir ácido bórico, ácido clorídrico e gás hidrogênio:
B
2Cl
4 + 6H
2O
 —> 2H
3BO
3
 + 4HCl + H
2

Essa reação também pode potencialmente levar a mistura a entrar em combustão espontânea e até mesmo explodir, devido à produção colateral de diborano (B
2H
6
), que pode se inflamar espontaneamente, levando também à queima (ou potencial explosão) do gás hidrogênio liberado. A chama da combustão apresenta uma cor verde brilhante característica devido ao espectro de emissão do boro.
O tetracloreto de diboro reage com metanol formando tetrametoxidiborina e ácido clorídrico. Nesta reação, não ocorre ruptura da ligação B–B nem liberação de hidrogênio:
B
2Cl
4 + 4CH
3OH  →  B
2(OCH
3)
4 + 4HCl
O composto é usado como reagente para a síntese de compostos organoboro. Por exemplo, o tetracloreto de diboro adiciona-se ao etileno, com ruptura da ligação B–B:
CH2=CH2 + B2Cl4 → Cl2B–CH2–CH2–BCl2
O tetracloreto de diboro absorve hidrogênio rapidamente à temperatura ambiente. A reação leva à formação de tricloreto de boro e diborano.
3B2Cl4 + 3H2 → B2H6 + 4BCl3
B
2Cl
4
 é termicamente instável frente ao desproporcionamento. Ao ser aquecido, ele sofre decomposição para formar BCl
3
 gasoso e um produto sólido de cor escura formado por uma mistura de clusters poliédricos de oligômeros de cloreto de boro(I).
xB
2Cl
4
 —> BxClx + xBCl
3

Alguns desses subcloretos de boro poliédricos incluem B
4Cl
4
, um sólido amarelado volátil e altamente reativo que inflama espontaneamente em contato com o ar; B
8Cl
8
, um sólido verde escuro reativo e oxidante que forma um ânion-radical roxo e estável; e  
B
9Cl
9
, um sólido amarelo-alaranjado.